# سیارک ۶۰۲۵
سیارک ۶۰۲۵ (به انگلیسی: 6025 Naotosato، نامگذاری:1992YA3) شش هزار و بیست و پنجمین سیارک کشف شده‌است که در ۳۰ دسامبر ۱۹۹۲ کشف شد.
قدر مطلق سیارک برابر ۱۱٫۲۰ است.